# Vonflua
Vonflua est un récif isolé à fleur d'eau dans le landskap Sunnhordland du comté de Vestland. Il appartient administrativement à Øygarden.

## Géographie
Il s'agit d'un récif à fleur d'eau, qui s'étend sur environ 18 m de longueur pour une largeur approximative de 11 m.
Un petit fanal y a été apposé pour le faire remarquer des navires,.